# 유홍순
유홍순(劉鴻洵, 일본식 이름: 나카하라 고준(中原鴻洵), 1889년 10월 23일 ~ 1950년 12월 25일)은 일제강점기의 관료이다.

## 생애
충청북도 청주군에서 관리의 아들로 태어났다. 한성부에 흥사단이 설립한 융희학교를 졸업하고 대한제국 말기에 주사로 임명되어 관계에 들어섰다.
1910년에 한일 병합 조약이 체결되면서 조선총독부 소속의 충청북도 서기로 임명되었다. 1913년에는 함경남도로 이동해 근무했다. 1922년에 함경남도 내무부 회계과에서 근무하던 중 총독부 군수로 발탁되어 고원군과 홍원군 군수를 지냈다.
이후 빠른 속도로 승진하여 1923년에는 총독부 도이사관에 임명되었고, 함경남도 사회과장과 산업과장을 역임하였다. 함남 지역에서 오래 근무한 뒤 1933년에 전라북도 내무부 산업과장으로 전근하였다. 이때 정6위 훈6등에 서위되어 있었다.
1937년에는 만주국 근무를 명받아 민정부 사무관을 역임했다. 간도에서 만주국 고위 관리로 근무하면서 귀순공작 단체에 참여하여 최남선, 박석윤, 이범익 등과 함께 항일 운동 탄압에 앞장선 일이 있다. 당시 동만주 일대에서 활동 중이던 김일성에게 투항하여 갱생하라는 권고문을 공개적으로 보내기도 했다.
이러한 공을 인정받아 태평양 전쟁이 막바지에 이른 1943년에는 강원도 지사에 임명되었다. 1912년에 일본 정부로부터 한국병합기념장을 받은 것을 시작으로, 다이쇼대례기념장, 쇼와대례기념장과 서보장을 두 차례 수여받은 바 있다.
1949년에 반민족행위처벌법에 따라 반민특위 강원지부에 체포되었다.
 태평양 전쟁 말기에 강원지사로 재직하면서 조선근로동원원호회의 강원지부장을 맡아 강제 징용에 앞장서는 등 일제 강점기의 관리 가운데 친일 행적이 두드러진다는 평가였으나, 반민특위 활동이 방해를 받는 과정에서 공민권 정지 3년형이 선고되어 비교적 가벼운 처벌을 받았다.

## 사후
2002년 민족정기를 세우는 국회의원모임이 발표한 친일파 708인 명단 중 도지사와 조선총독부 사무관 부문에 수록되었고, 2008년 민족문제연구소가 정리한 친일인명사전 수록예정자 명단 중 관료와 해외 부문에 중복 포함되었다. 2009년 친일반민족행위진상규명위원회가 발표한 친일반민족행위 705인 명단에도 포함되었다.

## 참고자료
- 유홍순(劉鴻洵) - 국사편찬위원회